# 1572
1572 (MDLXXII) byl rok, který dle juliánského kalendáře započal úterým.

## Události

### Svět
- 1. dubna – Nizozemská revoluce: tzv. mořští gézové dobyli a obsadili město Brielle a prohlásili nad ním vládu Viléma Oranžského.
- 12. května – konkláve po smrti Pia V. (1. května) zvolilo kardinála Uga Boncompagniho, který přijal jméno Řehoř XIII.
- 23./24. srpen – Bartolomějská noc v Paříži, při které katolíci povraždili tisíce protestantů
- 24. září – v Cuzcu popraven Túpac Amaru I., poslední z řady panovníků incké říše. Francisco de Toledo, Místokrál Peru v letech 1569 až 1581, obsadil poslední nezávislé území Inků.
- 25. září – v Prešpurku, v dómu sv. Martina, se odehrála za přítomnosti císaře Maxmiliána II. korunovace jeho syna Rudolfa.

### Probíhající události
- 1558–1583 – Livonská válka
- 1562–1598 – Hugenotské války
- 1568–1648 – Osmdesátiletá válka
- 1568–1648 – Nizozemská revoluce

## Vědy a umění
- Tycho Brahe pozoruje supernovu SN 1572. Pozorování významně ovlivnilo vývoj astronomie.
- V Lisabonu byl vydán epos Lusovci portugalského básníka Luíse Vaze de Camõese
- Italský matematik a architekt Rafael Bombelli vydává dílo Algebra. V něm zavedl pravidla pro počítání s dalším typem nových čísel – s komplexními čísly.

## Narození
Česko
- 1. prosince – Vilém Slavata z Chlumu a Košumberka, český šlechtic, karlštejnský purkrabí a český královský místodržící († 19. ledna 1652)
- 27. prosince – Jan Campanus Vodňanský († 1622), český spisovatel
- ? – Jan Mydlář, staroměstský kat († 14. března 1664)

Svět
- 27. února – František II. Lotrinský, vévoda lotrinský, barský a hrabě z Vaudemont († 14. října 1632)
- 29. února – Edward Cecil vikomt z Wimbledonu, anglický vojevůdce a vrchní velitel anglického loďstva († 16. listopadu 1638)
- 11. června – Ben Jonson, anglický dramatik († 6. srpna 1637)
- 27. září – Francis van Aarssens, nizozemský diplomat († 27. prosince 1641)
- 8. listopadu – Jan Zikmund Braniborský, braniborský kurfiřt a pruský vévoda († 23. prosince 1619)
- 13. listopadu – Cyril Lukaris, řecký pravoslavný duchovní († 27. června 1638)
- ? – Zikmund Báthory, vévoda sedmihradský († 27. března 1613)
- ? – Johann Bayer, německý astronom, zavedl současné označení planet († 7. března 1625)
- ? – Thomas Dekker, anglický spisovatel a dramatik († 26. srpna 1632)
- ? – Cornelius Drebbel, nizozemský vynálezce († 7. listopadu 1633)

## Úmrtí
Česko
- 13. ledna – Jan Augusta , český kazatel a biskup Jednoty bratrské (* 1500)
- 16. června – Vilém Prusinovský z Víckova, biskup olomoucký (* 1534)
- ? – Jan Táborský z Klokotské Hory, český učenec a spisovatel (* 1500)

Svět
- 28. února – Kateřina Habsburská, manželka polského krále Zikmunda II. Augusta (* 15. ledna 1533)
- 13. března – Petar Hektorović, chorvatský šlechtic, básník a překladatel (* ? 1487)
- duben – Matteo Borgorelli, italský architekt (* 1510)
- 1. května – papež Pius V. (* 1504)
- 9. června – Jana III. Navarrská, královna navarrská (* 16. listopadu 1528)
- 5. července – Lung-čching, čínský císař z dynastie Ming (* 4. března 1537)
- 7. července – Zikmund II. August, polský král a poslední Jagellonec (* 1. srpna 1520)
- 20. srpna – Miguel López de Legazpi, španělský mořeplavec, první generální guvernér na Filipínách (* 1502)
- 24. srpna
  - Petrus Ramus, francouzský filozof a humanista (* 1515)
  - Gaspard de Coligny, admirál Francie (* 16. února 1519)
- 19. září – Barbora Habsburská, dcera císaře Ferdinanda I. Habsburského (* 30. dubna 1539)
- 24. září – Túpac Amaru I., poslední inka
- 30. září – František Borgia, třetí generál jezuitů (* 28. října 1510)
- 23. listopadu – Agnolo Bronzino, italský malíř (* 17. listopadu 1503)
- 24. listopadu – John Knox, skotský náboženský reformátor (* 1505)
- 2. prosince – Ippolito II. d'Este, italský kardinál a státník (* 25. srpna 1509)
- 30. prosince – Galeazzo Alessi, italský architekt vrcholné renesance (* 1512)
- ? – Șah Sultan, osmanská princezna a dcera sultána Selima I. (* 1509)

## Hlavy států
- České království – Maxmilián II.
- Svatá říše římská – Maxmilián II.
- Papež – Pius V. – Řehoř XIII.
- Anglické království – Alžběta I.
- Francouzské království – Karel IX.
- Polské království – Zikmund II. August
- Uherské království – Maxmilián II.
- Osmanská říše – Selim II.
- Perská říše – Tahmásp I.